# Nathuram Godse

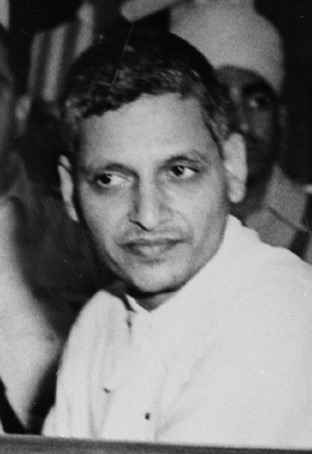
Nathuram Godse under rättegången för mordet på Gandhi, 1948.

Nathuram Vinayak Godse, född 19 maj 1910 i Baramati vid Poona, död 15 november 1949 i Delhi, var en indisk hindutvaaktivist som mördade Mahatma Gandhi den 30 januari 1948. Mordet ska ha motiverats av Gandhis roll i delningen av Brittiska Indien i Indien och Pakistan, vilket militanta hindunationalister motsatte sig. Godse, som utförde dådet med en pistol av modellen Beretta 1934 med kalibern .380, dömdes till döden och avrättades genom hängning. Medkonspiratören Narayan Apte hängdes samtidigt som Godse.
Brodern Gopal Godse dömdes till 18 års fängelse för inblandning i mordet.